# Brusson, Marne
Brusson là một xã thuộc tỉnh Marne trong vùng Grand Est đông nam nước Pháp. Xã nằm ở khu vực có độ cao trung bình 106 mét trên mực nước biển.